# Isla Gorgona
Gorgona es una isla oceánica ubicada a 28 km al oeste de la costa del Pacífico colombiano. Con Malpelo son las únicas islas de Colombia en el océano Pacífico. Gorgona tiene una longitud de 9 km por 2.5 km de anchura, con una extensión de unos 26 km² aproximadamente de superficie terrestre o insular y 61 687,5 hectáreas (616,9 km²) de área marina. Aunque se asegura que abarca una extensión de 492 km² incluyendo los islotes del Viudo, el Horno y el sector marino circundante.
Administrativamente pertenece al municipio de Guapi, departamento del Cauca. Fue descubierta por Bartolomé Ruiz en el año de 1526; su nombre inicial fue San Felipe pero le fue cambiado por Francisco Pizarro debido a que la gran cantidad de serpientes en la isla que le recordaban a las Gorgonas de la mitología griega quienes, en lugar de cabellos, llevaban serpientes en la cabeza.

## Geografía

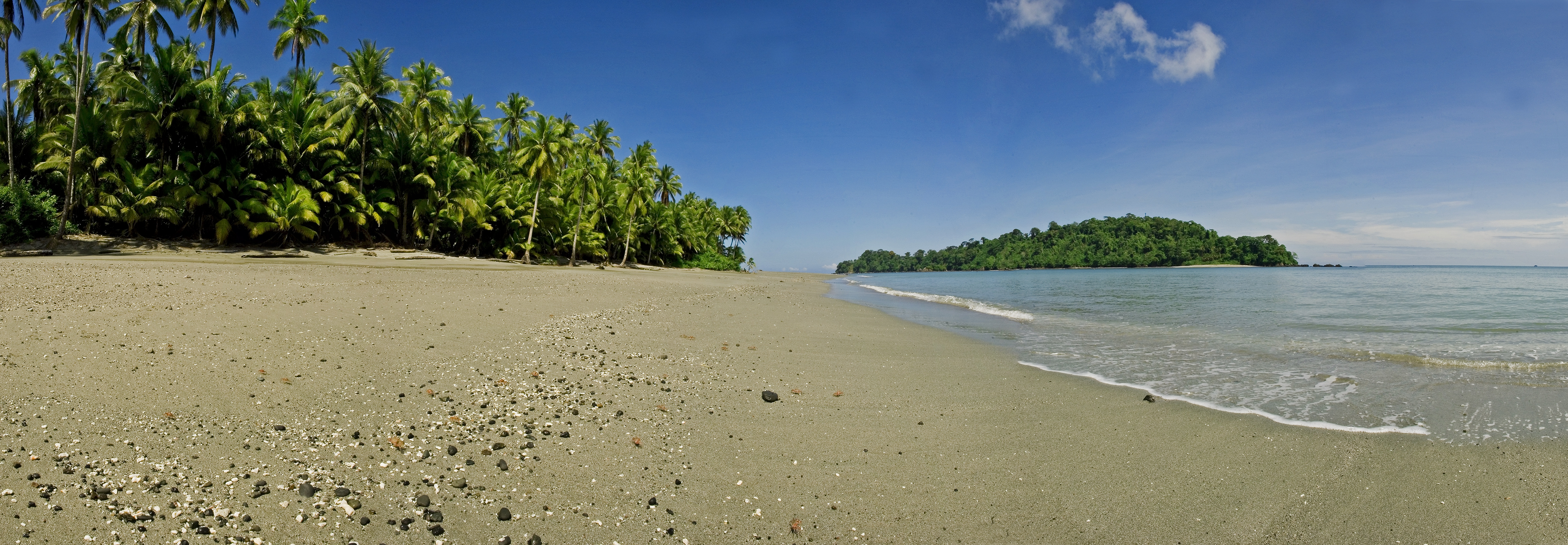
Gorgonilla desde las playas de Gorgona.

### Descripción

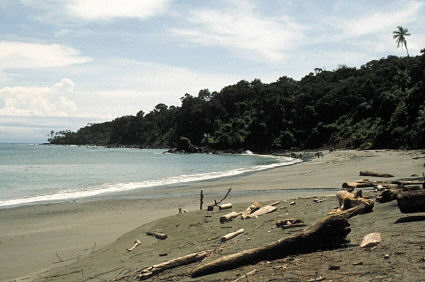
Playas de Gorgona.

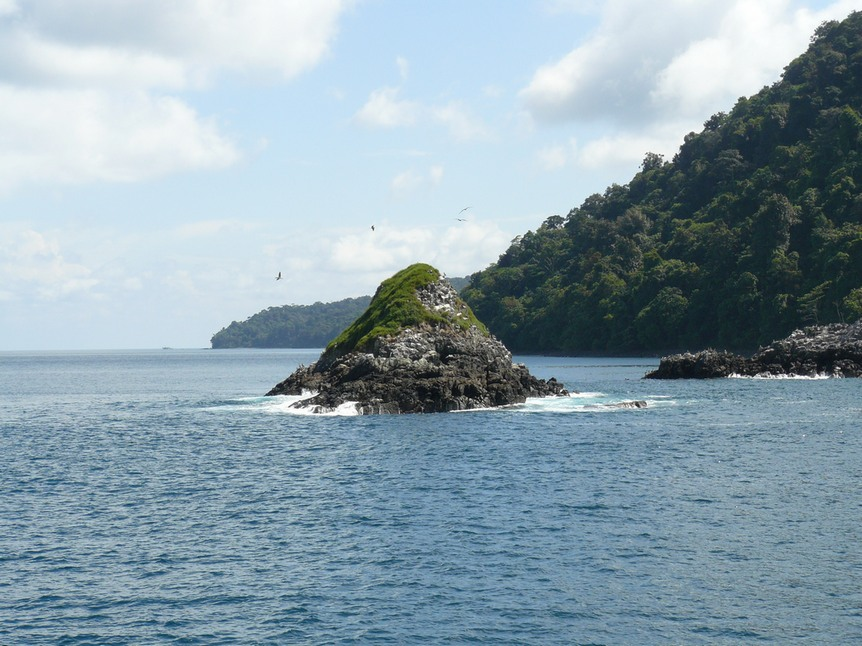
Islote el Horno.

El relieve de Gorgona es montañoso. Su punto más alto es el cerro La Trinidad que con una altura de 338 m s.n.m. es la mayor montaña de la isla. Forma la columna vertebral de la misma se encuentran, además de la Trinidad, los cerros los Micos, la Esperanza y el Mirador.
En el lado oriental se encuentran playas de arena blanca, con presencia coralina, mientras en el lado occidental se dan acantilados azotados por el mar. Esto se debe a que en el este de Gorgona el océano es más calmo que en el oeste y por lo tanto permite afloramientos coralinos que protegen las playas de la constante erosión marina. La playa Pizarro se localiza al noreste de Gorgona y se supone que es el sitio donde Francisco Pizarro desembarcó.
Al suroeste de la isla Gorgona se ubica otra isla mucho más pequeña llamada isla Gorgonilla, cuya altura máxima es de 90 m s.n.m. y tres islotes más, de los cuales el más grande se llama «islote El Viudo». Estas islas están separadas de Gorgona por el «paso de Tasca», de unos 400 metros de longitud y unos 5 a 10 m de profundidad. Antes se podía cruzar el paso a pie durante la marea baja, pero debido al hundimiento del suelo marino a causa del terremoto de 1980 ya no es posible.
Al noreste se encuentra el islote Rocas del Horno, separado de Gorgona por el «paso del Horno».

### Ecosistemas
Con arrecifes coralinos y el bosque húmedo tropical, incluidos dentro de un sistema marino y otro insular respectivamente.

### Suelos
La mayor parte del litoral está rodeado de playas y apenas existen manglares muy reducidos. Los suelos son de color amarillo rojizo, arcillosos, pesados, poco permeables, ácidos, mal aireados, con nivel freático superficial y muy susceptible a la erosión,
su suelo es rocoso.

### Clima
Es cálido, en los meses septiembre y octubre son frecuentes las lluvias puesto que la humedad relativa de la isla es del 90%, en esta isla ninguna época se considera seca y son frecuentes las nieblas y las brumas. La temperatura promedio de la isla es de 26 °C. Los meses menos lluviosos son febrero y marzo.
| Parámetros climáticos promedio de Isla Gorgona, Guapi, Cauca, Colombia. | Parámetros climáticos promedio de Isla Gorgona, Guapi, Cauca, Colombia. | Parámetros climáticos promedio de Isla Gorgona, Guapi, Cauca, Colombia. | Parámetros climáticos promedio de Isla Gorgona, Guapi, Cauca, Colombia. | Parámetros climáticos promedio de Isla Gorgona, Guapi, Cauca, Colombia. | Parámetros climáticos promedio de Isla Gorgona, Guapi, Cauca, Colombia. | Parámetros climáticos promedio de Isla Gorgona, Guapi, Cauca, Colombia. | Parámetros climáticos promedio de Isla Gorgona, Guapi, Cauca, Colombia. | Parámetros climáticos promedio de Isla Gorgona, Guapi, Cauca, Colombia. | Parámetros climáticos promedio de Isla Gorgona, Guapi, Cauca, Colombia. | Parámetros climáticos promedio de Isla Gorgona, Guapi, Cauca, Colombia. | Parámetros climáticos promedio de Isla Gorgona, Guapi, Cauca, Colombia. | Parámetros climáticos promedio de Isla Gorgona, Guapi, Cauca, Colombia. | Parámetros climáticos promedio de Isla Gorgona, Guapi, Cauca, Colombia. |
| Mes                                                                     | Ene.                                                                    | Feb.                                                                    | Mar.                                                                    | Abr.                                                                    | May.                                                                    | Jun.                                                                    | Jul.                                                                    | Ago.                                                                    | Sep.                                                                    | Oct.                                                                    | Nov.                                                                    | Dic.                                                                    | Anual                                                                   |
| ----------------------------------------------------------------------- | ----------------------------------------------------------------------- | ----------------------------------------------------------------------- | ----------------------------------------------------------------------- | ----------------------------------------------------------------------- | ----------------------------------------------------------------------- | ----------------------------------------------------------------------- | ----------------------------------------------------------------------- | ----------------------------------------------------------------------- | ----------------------------------------------------------------------- | ----------------------------------------------------------------------- | ----------------------------------------------------------------------- | ----------------------------------------------------------------------- | ----------------------------------------------------------------------- |
| Temp. máx. media (°C)                                                   | 29.1                                                                    | 29.5                                                                    | 29.6                                                                    | 29.8                                                                    | 29.5                                                                    | 29.0                                                                    | 29.0                                                                    | 29.1                                                                    | 28.9                                                                    | 28.8                                                                    | 28.5                                                                    | 28.5                                                                    | 29.1                                                                    |
| Temp. media (°C)                                                        | 26.0                                                                    | 26.3                                                                    | 26.3                                                                    | 26.6                                                                    | 26.5                                                                    | 26.1                                                                    | 26.1                                                                    | 26.1                                                                    | 25.9                                                                    | 25.8                                                                    | 25.8                                                                    | 25.8                                                                    | 26.1                                                                    |
| Temp. mín. media (°C)                                                   | 23.5                                                                    | 23.4                                                                    | 23.2                                                                    | 23.5                                                                    | 23.7                                                                    | 23.3                                                                    | 23.4                                                                    | 23.3                                                                    | 23.4                                                                    | 23.5                                                                    | 23.6                                                                    | 23.5                                                                    | 23.4                                                                    |
| Precipitación total (mm)                                                | 532.2                                                                   | 316.7                                                                   | 231.7                                                                   | 427.4                                                                   | 779.5                                                                   | 852.9                                                                   | 732.9                                                                   | 613.0                                                                   | 685.4                                                                   | 720.9                                                                   | 569.0                                                                   | 504.9                                                                   | 6966.5                                                                  |
| Días de lluvias (≥ )                                                    | 24                                                                      | 18                                                                      | 17                                                                      | 22                                                                      | 26                                                                      | 27                                                                      | 26                                                                      | 24                                                                      | 26                                                                      | 25                                                                      | 23                                                                      | 23                                                                      | 281                                                                     |
| Horas de sol                                                            | 89.9                                                                    | 106.4                                                                   | 130.2                                                                   | 114.0                                                                   | 86.8                                                                    | 63.0                                                                    | 83.7                                                                    | 80.6                                                                    | 60.0                                                                    | 74.4                                                                    | 69.0                                                                    | 74.4                                                                    | 1032.4                                                                  |
| Humedad relativa (%)                                                    | 90                                                                      | 89                                                                      | 89                                                                      | 89                                                                      | 90                                                                      | 91                                                                      | 89                                                                      | 89                                                                      | 91                                                                      | 90                                                                      | 90                                                                      | 90                                                                      | 89.8                                                                    |
| Fuente: Instituto de Hidrología, Meteorología y Estudios Ambientales    |                                                                         |                                                                         |                                                                         |                                                                         |                                                                         |                                                                         |                                                                         |                                                                         |                                                                         |                                                                         |                                                                         |                                                                         |                                                                         |

### Hidrografía
La isla, a pesar de su pequeño tamaño, presenta corrientes de agua permanente de los cuales se cuentan 25 arroyos de agua limpia y abundante durante la época regular y 75 en época de lluvias. En menos de medio km de la «playa La Camaronera» se pueden contar hasta 10 arroyos que vierten su caudal en la propia arena.
La alta pluviosidad de Gorgona, con promedios de 6891 mm anuales, permite la existencia de 2 lagunas, llamadas Tunapurí y Ayantuna, que son el hábitat de una pequeña población de una babilla endémica conocidas como Caiman crocodilus chiapasius.

## Historia

### Primeros asentamientos humanos
La isla Gorgona estuvo habitada por una cultura precolombina alrededor del año 1300 a. C. Por sus vestigios arqueológicos se sabe que eran navegantes experimentados y se especializaban en la pesca. En una época anterior a la conquista española los aborígenes Sindagua, bajo el mandato del cacique Yundigua, poblaron la isla. Esta tribu era proveniente de los territorios de los actuales departamentos Nariño y Cauca.
En 1526 el piloto Bartolomé Ruiz avanza por orden de Francisco Pizarro al sur de su campamento en el río San Juan, y descubre la isla Gorgona. La misma serviría al año siguiente como refugio de espera para los Trece de la Fama tras el episodio de la isla del Gallo, considerando que la Gorgona estaba más lejos de la costa y segura de ataques de los indígenas. Pasó en Gorgona unos 7 meses, en los cuales muchos de sus hombres murieron por mordeduras de serpientes. Por ello bautizó la isla, antes llamada de Felipe, como Gorgona.
Desde Pizarro hasta la época de independencia latinoamericana la isla sirvió de estación de abastecimiento para las naves que iban de Panamá al Perú y viceversa. En la década de 1820 Simón Bolívar le dio las islas Gorgona y Gorgonilla a Federico D'Croz, un sargento mayor de la Legión Británica, como reconocimiento a su labor en la batalla del Pantano de Vargas durante la causa de Independencia (Decreto legislativo del 2 de junio de 1846, y Decreto ejecutivo del 4 de junio de 1846). D'Croz estableció allí una finca. Las islas pertenecieron a Federico D'Croz y a sus herederos hasta finales del siglo XIX, cuando sus hijos vendieron las islas Gorgona y Gorgonilla al comerciante de oro Ramón Payán.
Después de que estalló la guerra civil o Guerra de los Mil Días (1899-1902), Fidel D'Croz Satizábal, el nieto de Federico D'Croz vivió en la parte norte de Gorgona, y Ramón Payán  vivió en la parte sur, padre de Paulino Anchico Payán, quien estableció aserraderos en la costa del Pacífico y construyó varios barcos de transporte, uno de los aserraderos más prósperos fue el de Las Mercedes en Poija. Ramón Payán construyó una próspera hacienda en la isla.
La familia D'Croz y la familia Payán vivieron en la isla Gorgona hasta 1960, cuando el presidente de Colombia Alberto Lleras Camargo (1958-1962) apropió las islas, con el pretexto de que las islas de la nación no podían pertenecer a particulares, y construyó allí una prisión de máxima seguridad. La casa principal de la hacienda de Ramón Payán fue utilizada para alojar la dirección de la penitenciaría. La isla Gorgona fue una prisión de 1960 hasta 1984, clausurada por el presidente Belisario Betancur (1982-1986). Las islas fueron declaradas parque nacional natural, principalmente para hacer investigaciones científicas. La casa de dos plantas que construyó Ramón Payán fue convertida en un museo y auditorio. No obstante, desde 1985 la entrada a particulares ha estado restringida. No era posible visitar las islas sin un permiso, pero a principios del presente siglo el gobierno otorgó una concesión a Destino Pacífico, para dirigir las visitas turísticas y administrar un exclusivo hotel privado.

### Penitenciaría de Gorgona
La construcción de la prisión se inicia en 1959, y se inaugura en 1960. Durante 23 años, los únicos que podían disfrutar del espectáculo de las ballenas jorobadas eran los presos de la Penitenciaría de Gorgona que, entre 1960 y 1983, albergó a reclusos de distintas partes del país. Hoy, los visitantes no sólo pueden gozar con total libertad del canto de las ballenas jorobadas, sino que pueden recorrer los vestigios de lo que fue la prisión más segura del país, pues teniendo como guardia al mar y de centinela a la selva, era difícil escapar de allí.
A la antigua prisión de Gorgona, llamada también la Alcatraz colombiana, eran enviados los reclusos más peligrosos de Colombia, generalmente condenados por homicidio y violaciones, pero también presos políticos. Cuando un recluso ingresaba a la prisión, perdía su identificación personal y, a cambio, le era asignado un número para ser identificado en la cárcel. Durante su estadía, los reclusos sufrían constantes abusos por parte de las Autoridades y por parte de los otros reclusos. Además de lo anterior, tenían que convivir diariamente con serpientes venenosas y enfermedades tropicales que a menudo se llevaban la vida de muchos presidiarios.

#### Fugas
Durante el tiempo de operación de la prisión se presentaron 25 intentos de fuga, de los cuales solamente en tres ocasiones los presos lograron llegar al continente.  Uno de ellos fue Eduardo Muñetón Tamayo acusado de ser guerrillero y tenía el alias de "El Papillón Colombiano", después de su fuga logró evadir la policía durante dos años y medio, hasta que en una ocasión en medio de tragos y por sus propias palabras fue identificado, recapturado y regresado nuevamente a la isla prisión.

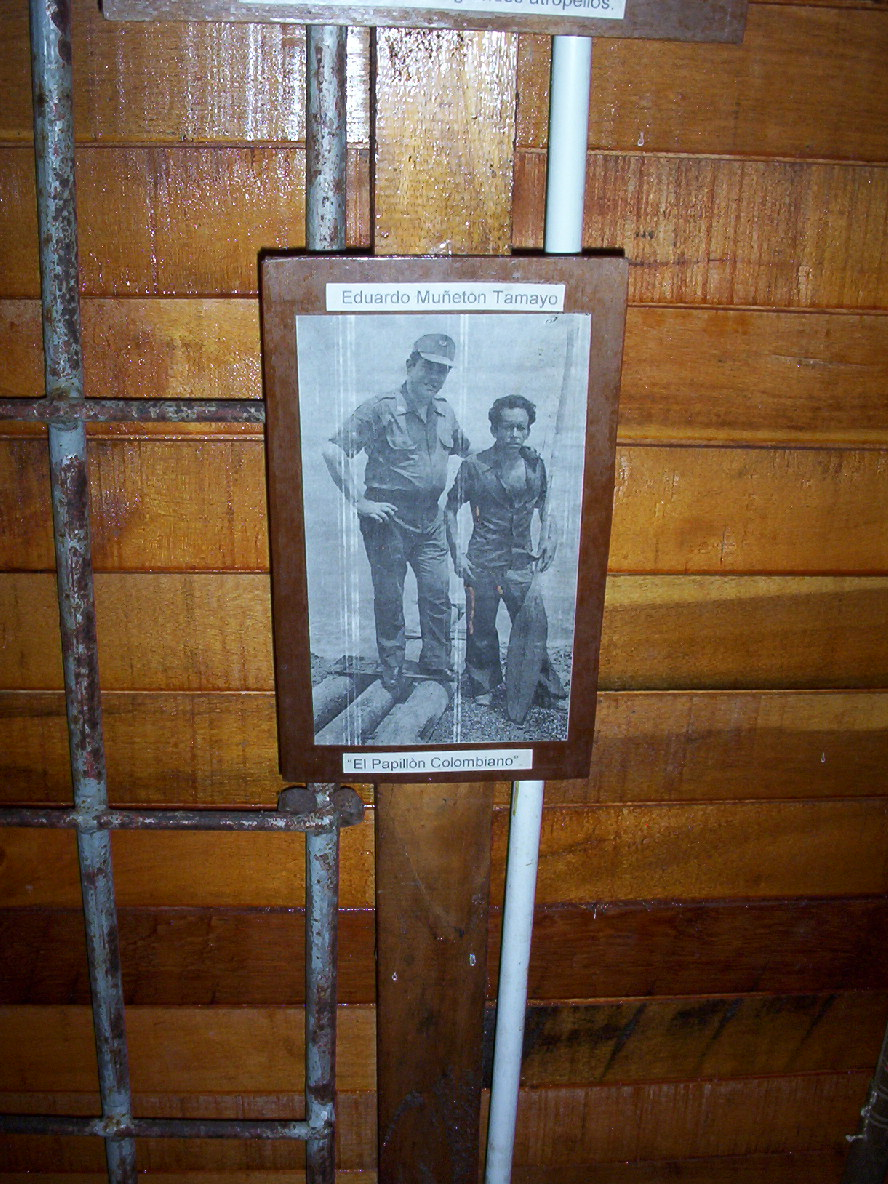

Daniel Camargo Barbosa, conocido como «el sádico colombiano», logró huir de la isla el 24 de septiembre de 1969 aprovechando la festividad de la Virgen de las Mercedes, se escondió dentro de los matorrales de la isla burlando a las autoridades y con una pequeña balsa construida de troncos amarrados con bejucos y lianas de la selva, salió de la isla y llegó un día después a las costas del Pacífico, tres años después fue recapturado y vuelto a ser enviado a la penitenciaría, hasta 1985, cuando se clausuró definitivamente el penal.

### Parque nacional natural
En 1977 se propuso crear un parque nacional o alguna otra figura del Sistema Nacional de Áreas Protegidas en la isla, pero solo fue hasta 1983 que se pudo concretar la idea. Un año antes, la isla era declarada Patrimonio de la Humanidad por la Unesco.
Algunas partes de la isla se encuentran intactas, otras han sido cerradas para los visitantes debido al intenso tráfico. Gorgona es reconocida por el gran número de especies endémicas.
Como resultado del aislamiento al que la isla ha estado naturalmente sujeta. En 2014, la estación de policía de la isla fue atacada por guerrilleros de las FARC.

## Vida silvestre

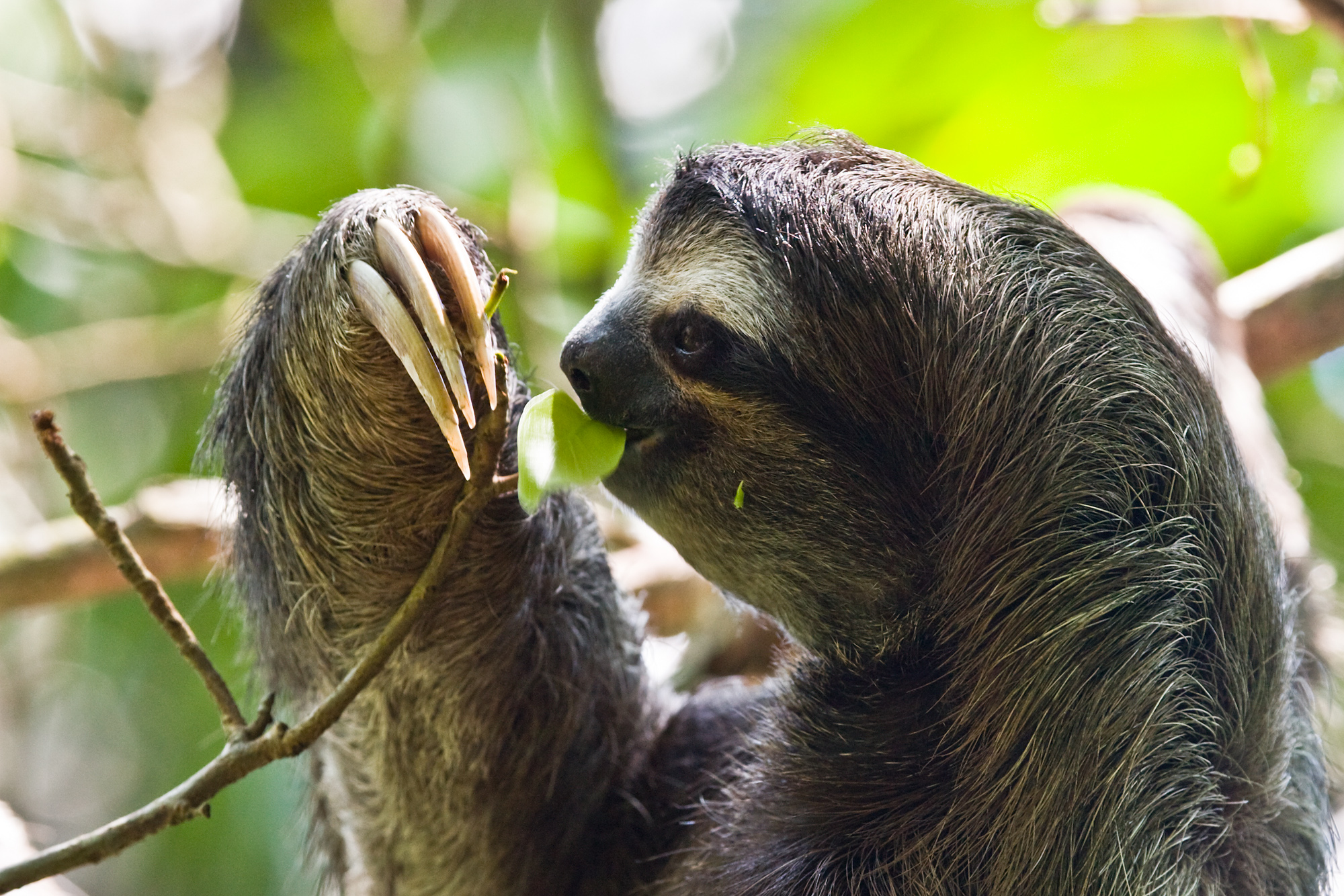
Perezoso bayo.

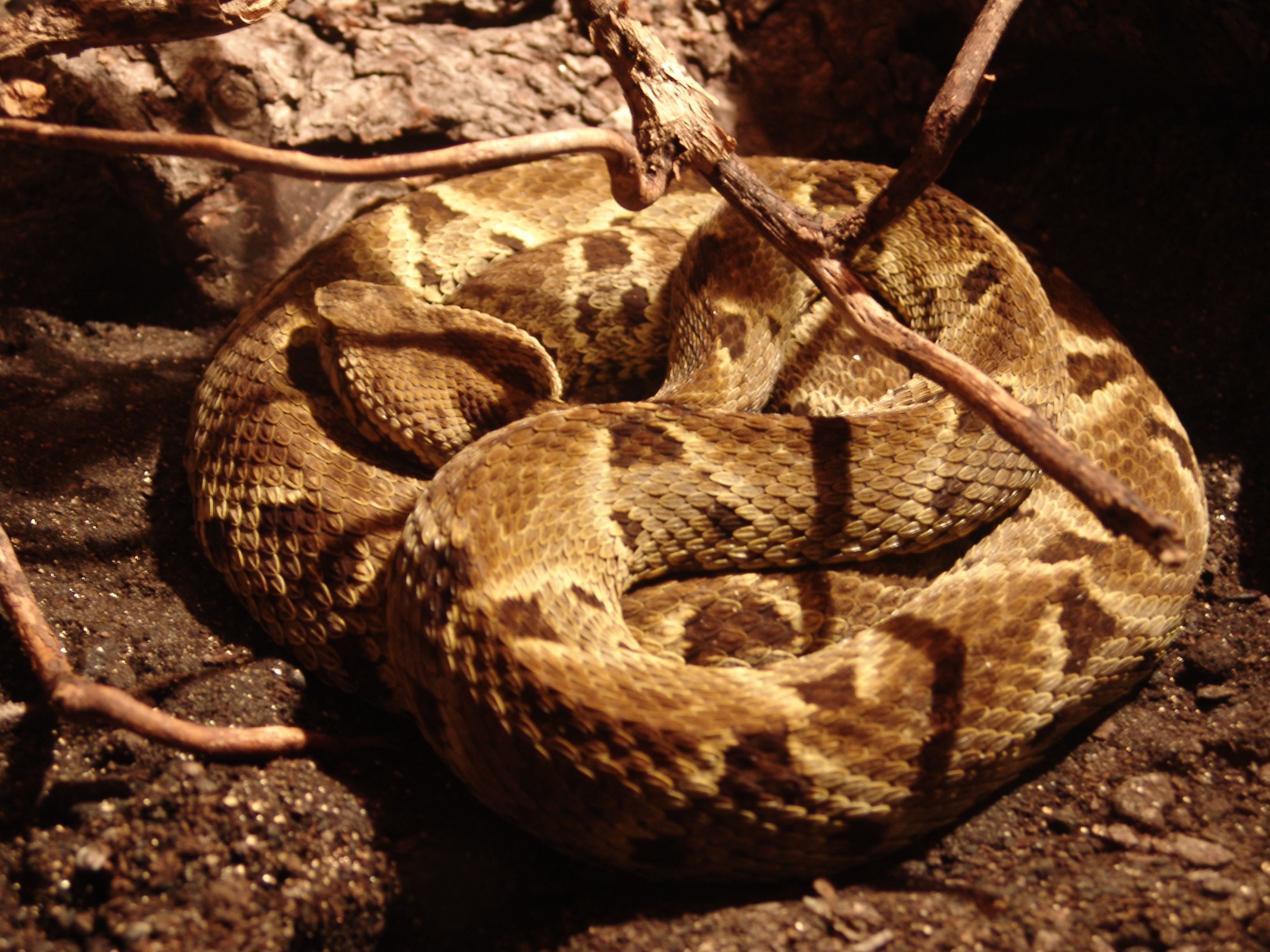
Taya equis.

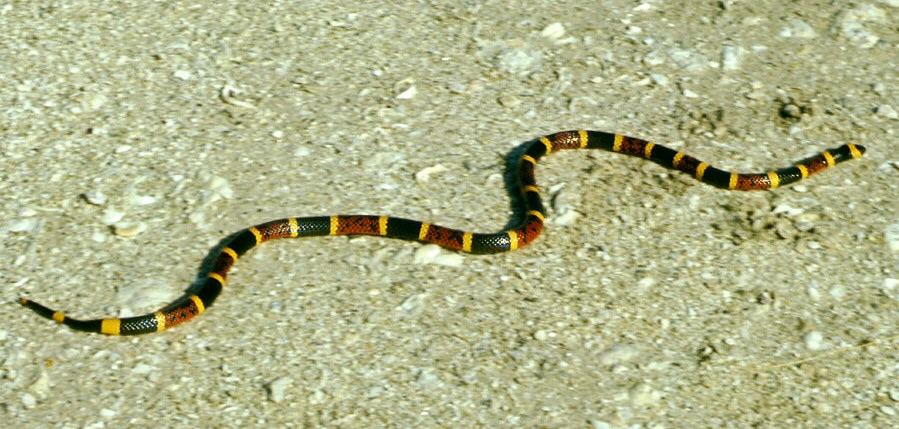
Serpiente coral.

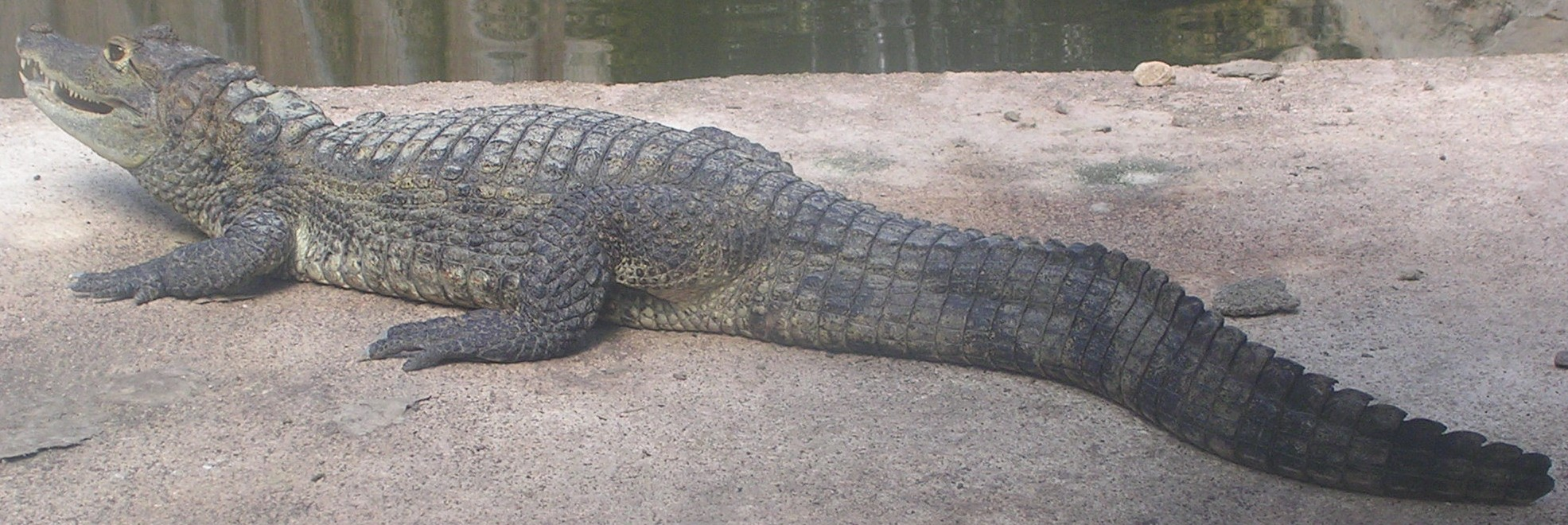
Babilla.

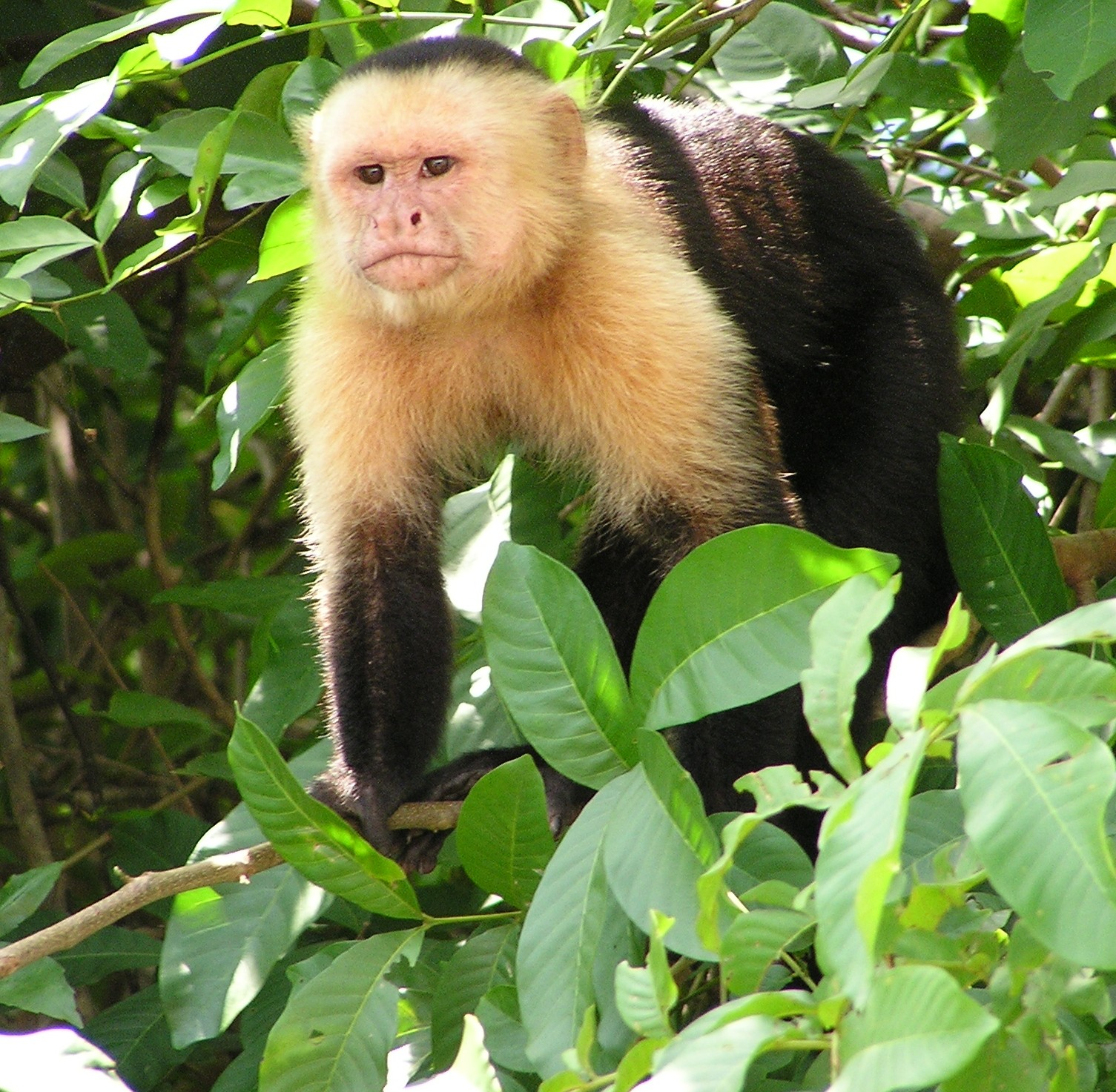
Mico cariblanco.

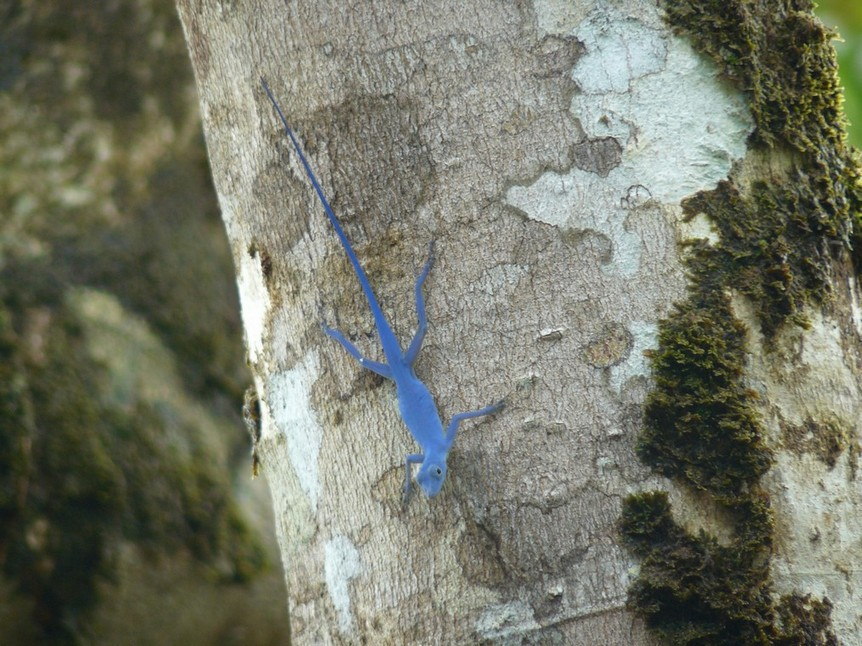
Lagarto azul.

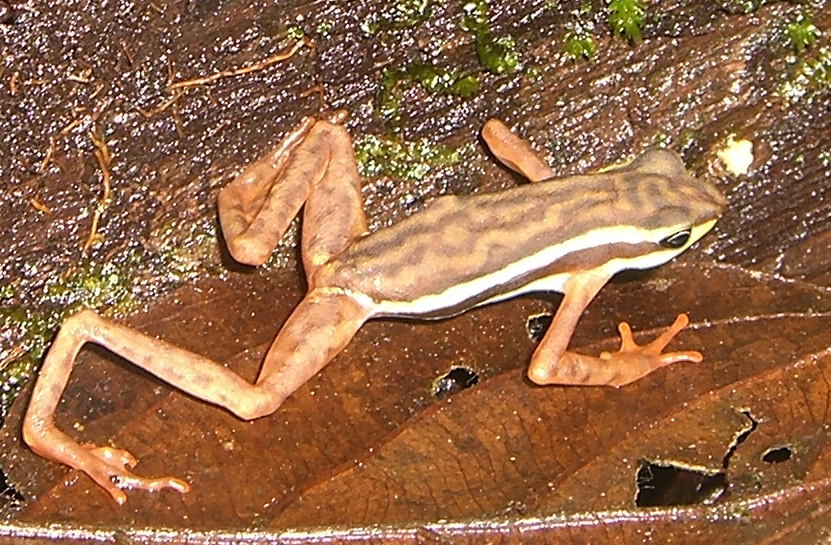
Sapo jambato

### Flora
Representa la única selva húmeda tropical que se encuentra a nivel costero entre Cabo Corrientes y el norte de Ecuador. Cuenta con los bancos coralinos más desarrollados y diversos del Pacífico Oriental Tropical y los más grandes del pacífico colombiano, además del rango de distribución más oriental del coral del género Pocillopora.
La abundancia florística de Gorgona es única, siendo reconocidas hasta el momento 161 especies distribuidas en 104 géneros, de las cuales 17 son endémicas.
Existe diferenciación de estratos arbóreos lo cual determina la vegetación tipo selvática. Algunas especies sobresalientes son: machare, pácora, jaboncillo, roble, peinemono, cuángare. Registra particularidades como el pino colombiano encontrado en el continente típicamente en el bosque nublado a elevaciones superiores que las presentadas en Gorgona, y la presencia de una especie de aguacatillo, entre otros.

### Fauna

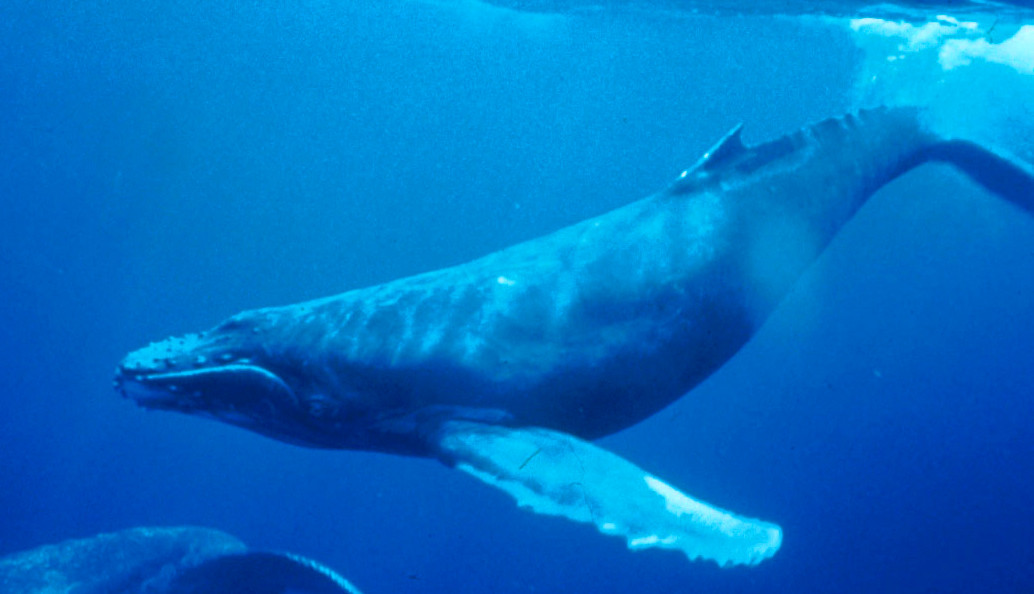
Ballena jorobada (migraciones estacionales).

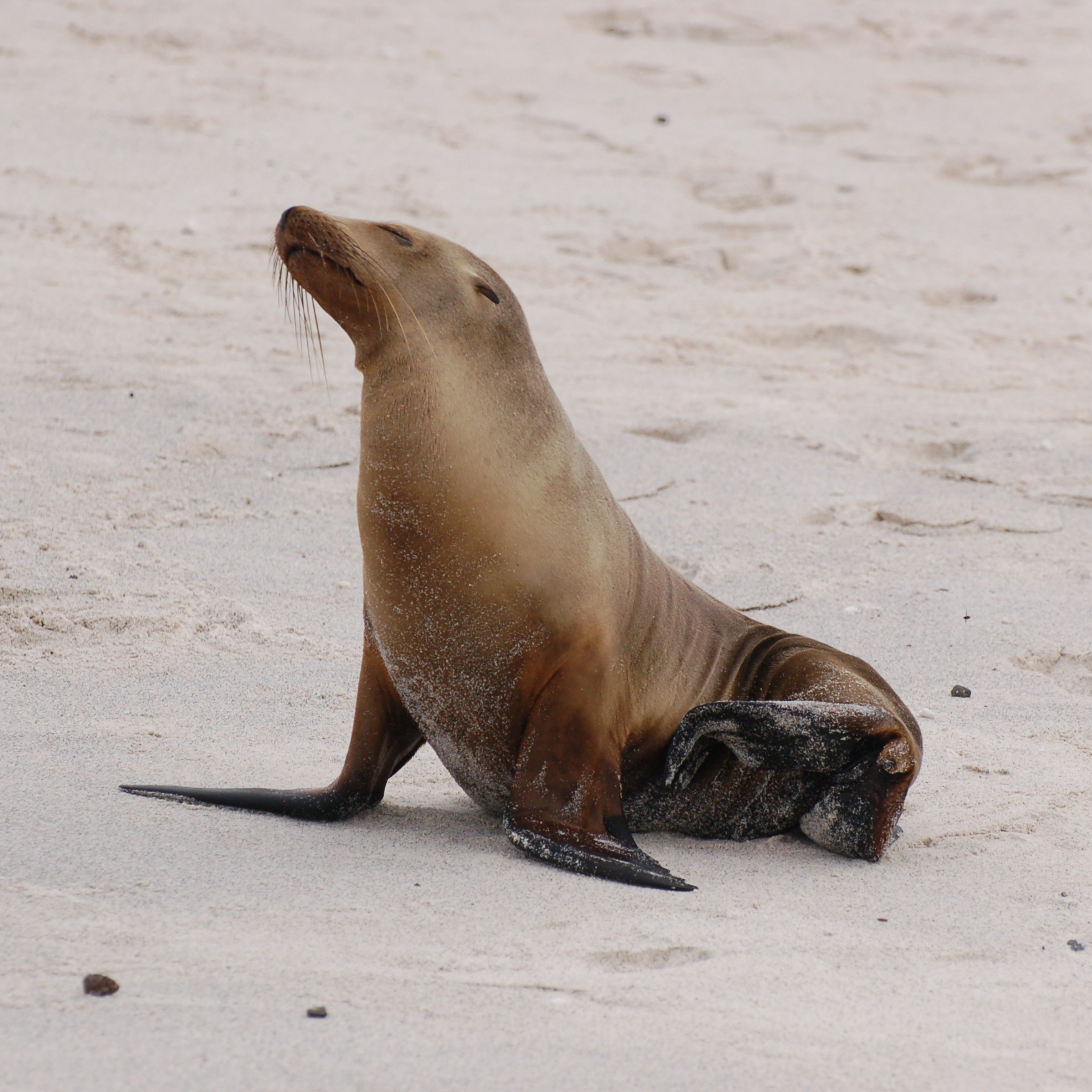
Lobo marino de las islas Galápagos, frecuente en esta isla.

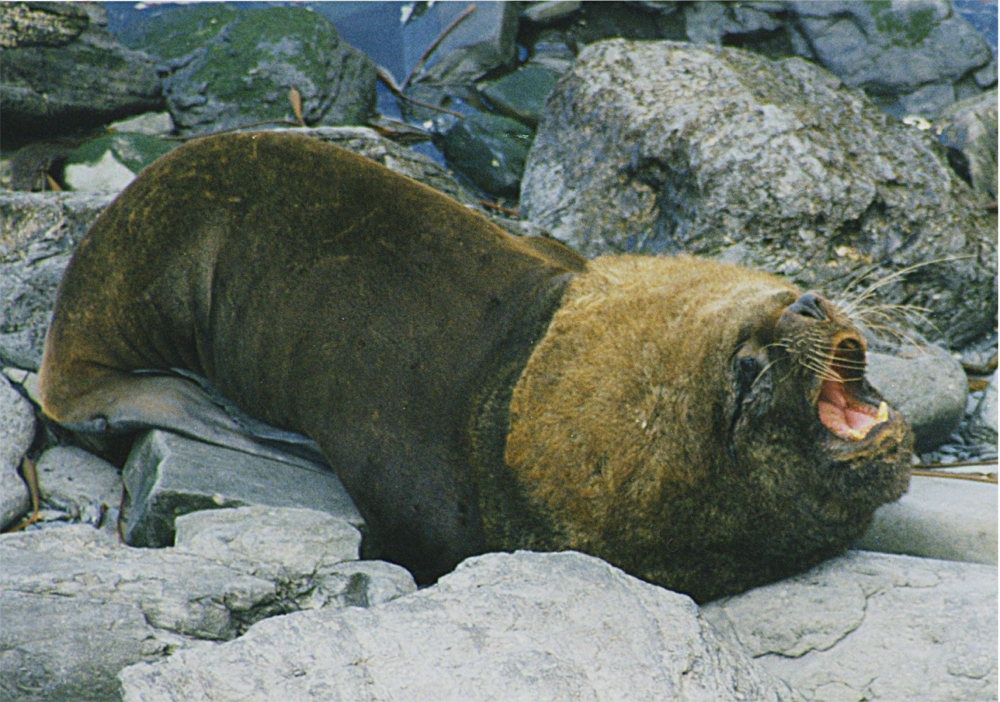
Lobo marino sudamericano.

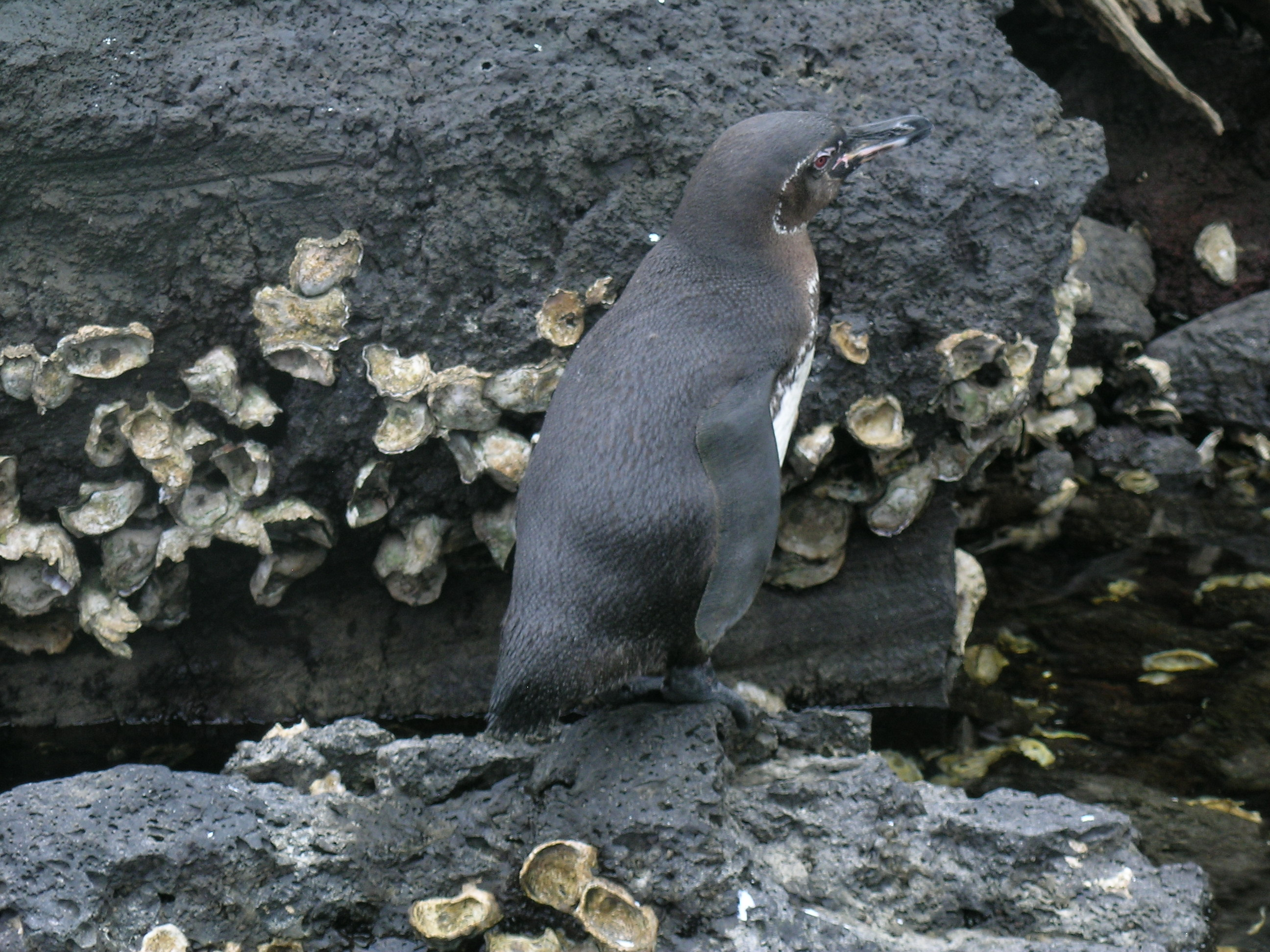
Pingüino de Galápagos

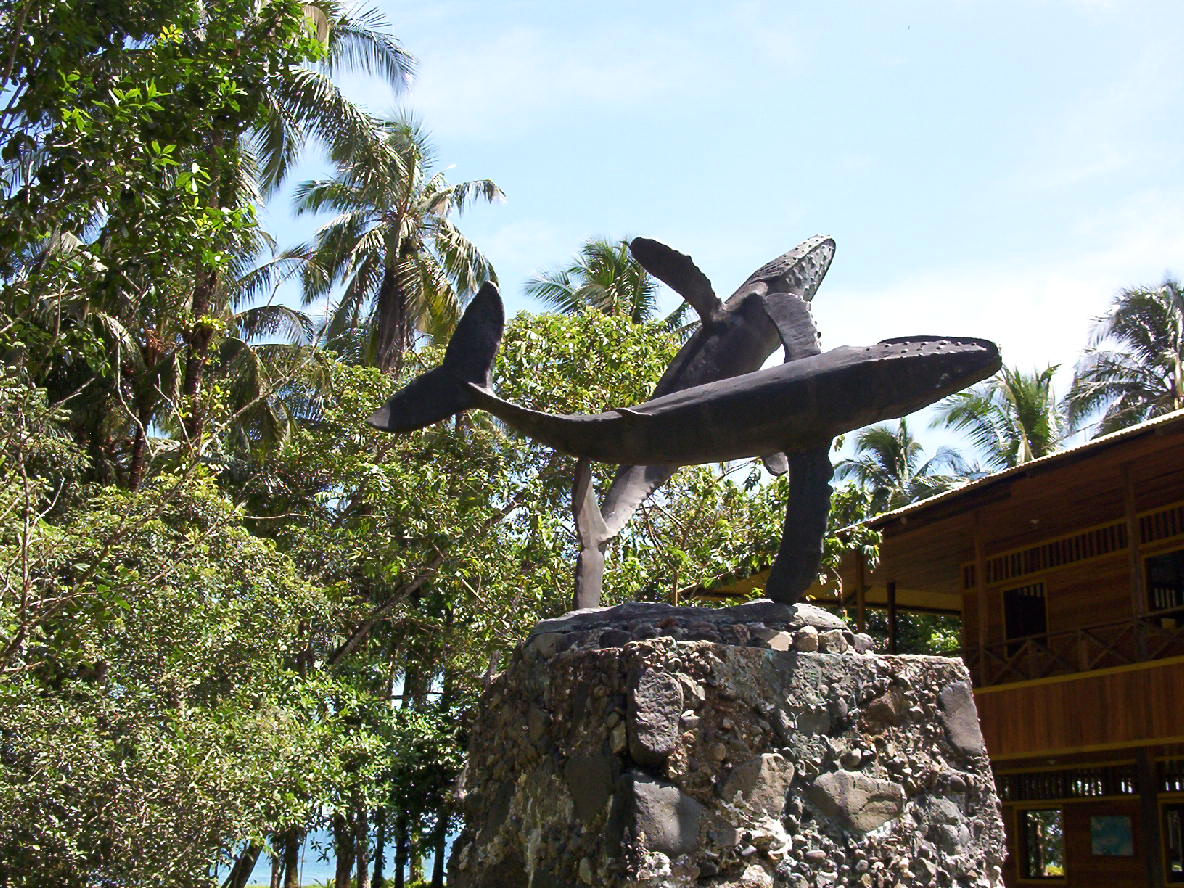
Escultura ballenas en la isla

Gorgona cuenta con numerosas especies de animales, siendo un paraíso viviente.Las aguas de Gorgona son frecuentadas por delfines, marsopas, cachalotes o calderones, además de rorcuales, tiburones aletiblancos, tortugas y la Yubarta o ballena de gibas, que regionalmente se conoce como ballena o ballenato. Se han observado también lobos marinos (Arctophoca galapagoensis), cuya área de reproducción corresponde al Archipiélago de Galápagos. Los tiburones Martillo, quienes habían desaparecido de la isla hace unos 15 años, han sido vistos de nuevo en las aguas de esta desde mayo del 2008. En cuanto a la fauna marina, existen unas 12 especies de corales, la mayoría de ellos pertenecientes al género Pocillopora, así como unas 10 especies de tiburones, 237 de moluscos y 46 de gusanos marinos.
Mamíferos
Los mamíferos incluyen 17 especies, de los cuales 13 son de murciélagos. Existe una subespecie de perezoso, Bradypus variegatus gorgon y una subespecie de mono, Cebus capucinus curtus, que son endémicas.
- Mono capuchino
- Perezoso bayo
- Agutí
- Rata espinosa

Aves

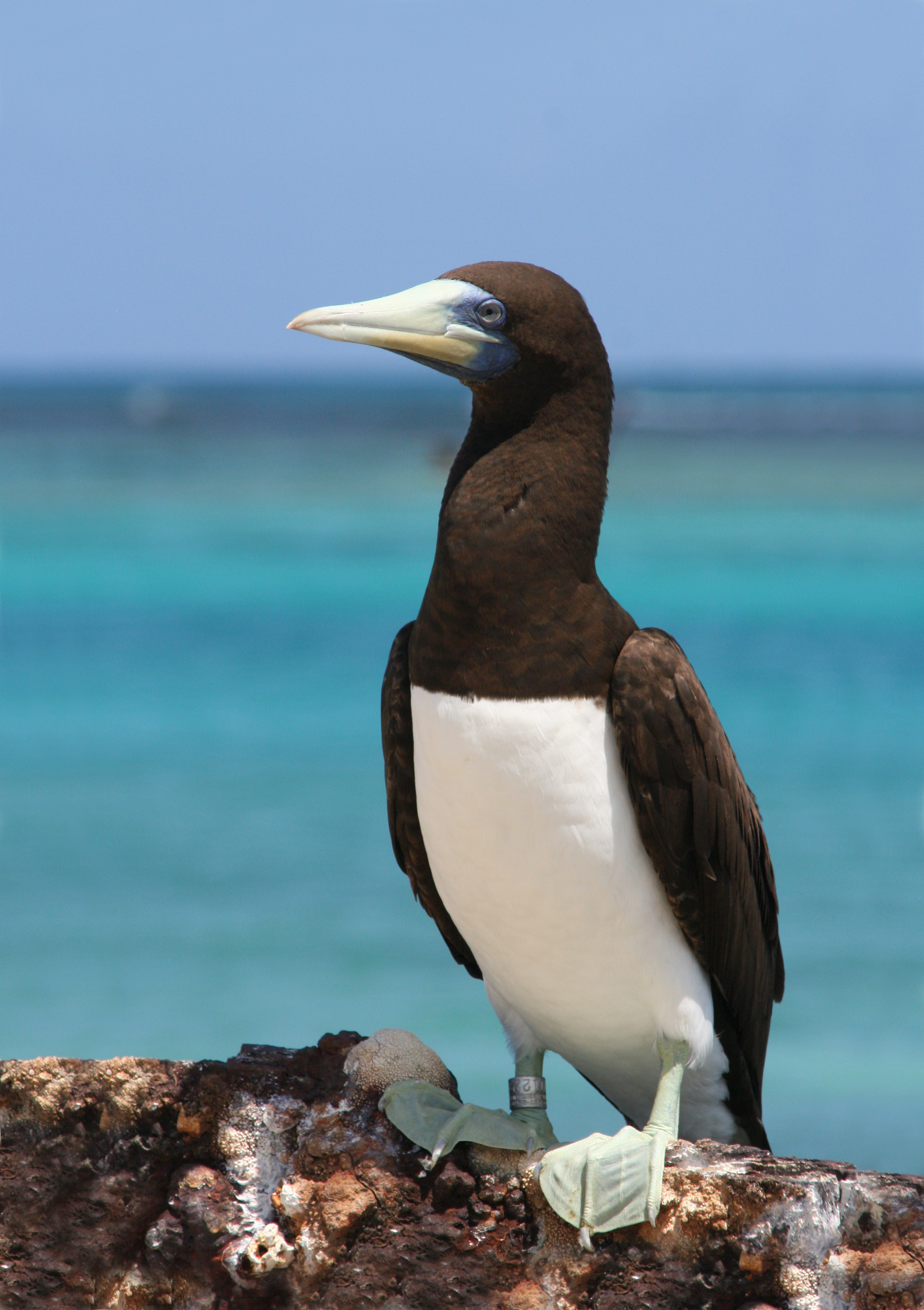
Piquero café

La avifauna del Parque puede considerarse rica; se reportan 155 especies, de las cuales se han señalado hasta ahora 75 especies de aves migratorias. Se observan también el gavilán tijereto, el gavilán cangrejero, el cernícalo, los colibríes, el hormiguero, el paparote, el pitirre, el chango y los azulejos. Aquí se encuentran las colonias de reproducción más importantes de la costa Pacífica colombiana de pelícanos (Pelecanus occidentalis murphyi) y piquero café (Sula leucogaster etesiaca). También es sitio importante de congregación para descanso de fragatas (Fregata magnificens) y del piquero patiazul (Sula nebouxii). A las playas de la isla llegan varias especies migratorias de gaviotas y aves playeras. En los manglares hay especies como el Martín pescador neotropical (Megaceryle torquata),el garrapatero (Crotophaga sulcirostris), el tangara (Tangara lavinia) y Garza boyera. En los bosques se encuentran tres subespecies endémicas, el Mielero Común (Coereba flaveola gorgonae), Mielero Patirrojo (Cyanerpes cyaneus gigas) y Batará Occidental (Thamnophilus atrinucha gorgonae). Las aves más comunes son:
- Pelícano
- Piquero café
- Fragata
- Piquero patiazul

Reptiles
Cuenta también con 41 especies de reptiles, de las cuales 12 son de serpientes, tales como la Boa constrictor imperator, la coral (Micrurus nigrocinctus, Micrurus mipartitus), la chonta (Clelia clelia), la serpiente de mar (Pelamis platurus) y la taya equis (Bothrops atrox). De entre los saurios, 3 especies son endémicas de Gorgona: el lagarto azul de Gorgona (Anolis gorgonae), el Anolis bipocarpus parvaritus y el Anolis medemi. En las lagunas Tuniparí y Ayantuna habita pequeña población de babilla endémica (Caiman crocodilus chiapasius). También se puede encontrar al basilisco (Basiliscus galeritus), el que ha sido introducido.
- Lagarto azul de Gorgona (endémico)
- Lagarto café (endémico)
- Boa constrictor
- Serpiente de Coral
- Serpiente chonta
- Serpiente marina
- Taya equis
- Babilla
- Basilisco
- Iguana enana
- Iguana verde

Anfibios
- Salamandra manchada
- Sapo jambato
- Sapo crestado
- Ranita campanita
- Cecilia negra
- Salamandra hojarasca

Insectos y otros artrópodos terrestres
- Abeja de las orquídeas de la isla Gorgona
- Abeja Angelita
- Escorpión

Crustáceos
- Cangrejo de agua dulce (endémico)
- Cangrejo halloween
- Cangrejo violinista
- Cangrejo ermitaño
- Cangrejo araña

Fauna marina
Las aguas de Gorgona son frecuentadas por delfines, marsopas, cachalotes o calderones, además de rorcuales, tiburones aletiblancos, tortugas y la yubarta o ballena de gibas, que regionalmente se conoce como ballena o ballenato. Se han observado también lobos marinos (Arctocephalus galapagoensis) y (Zalophus wollebaeki) cuya área de reproducción corresponde al Archipiélago de Galápagos. Otros lobos marinos registrados en la isla son el lobo marino sudamericano (Otaria flavescens) y el austral (Arctocephalus australis). La mayoría de estos registros están relacionados con eventos oceanográficos. También incluso se han encontrado ejemplares vagantes de ciertas especies de pingüinos del género Spheniscus. Los tiburones martillo (Sphyrna lewini), quienes habían desaparecido de la isla hace unos 15 años, han sido vistos de nuevo en las aguas de esta desde mayo del 2008. En cuanto a la fauna marina, existen unas 12 especies de corales, la mayoría de ellos pertenecientes al género Pocillopora, así como unas 10 especies de tiburones, 237 de moluscos y 46 de gusanos marinos. Destacan algunas de estas especies:
- Tiburón martillo
- Tiburón aletiblanco
- Ballena jorobada (migraciones estacionales)
- Delfín mular
- Calamar de Humboldt
- Lobo marino de las Galápagos (frecuente)
- León marino sudamericano (frecuente)
- Lobo marino austral (frecuente)
- Lobo marino común de Galápagos (frecuente)
- Orca común
- Pingüino de Humboldt (frecuente)
- Pingüino de Galápagos (frecuente)
- pingüino de magallanes (frecuente)
- Mero guasa

## Vías de acceso
Para llegar al parque nacional natural isla Gorgona existen dos rutas:
La primera de ellas parte desde el municipio de Guapi, población del Cauca ubicada próxima a la costa pacífica. Desde allí se toma una lancha que surca el río Guapi hasta ingresar a mar abierto, continuando un recorrido de una hora y media hasta llegar a Gorgona.
La segunda ruta parte desde el municipio de Buenaventura, Valle del Cauca. En este puerto se puede contratar una lancha que realiza un recorrido de aproximadamente cuatro horas (opera solamente en servicio expreso para ida y regreso). También es posible tomar un barco de cabotaje en el puerto en un viaje de aproximadamente doce horas (este servicio parte diariamente a las 6:00 p. m. y arriba a la isla al día siguiente sobre las 6:00 a.m.). Tanto a Guapi como a Buenaventura se puede llegar desde Cali por vía aérea.

## Actividades y servicios
A partir de febrero de 2017 los servicios administrativos de ecoturismo de la isla Gorgona son ofertados por la empresa colombiana Destino Pacífico, como concesión oficial del parque nacional natural isla Gorgona.
- Buceo y careteo
- Avistamiento de aves
- Observación de fauna
- Senderos terrestres
- Restaurantes
- Enfermería
- Mirador
- Avistamiento de ballenas

## Recomendaciones
- Hacer uso de botas pantaneras para evitar mordeduras de serpientes.
- No se permite acampar ya que existe la presencia de serpientes venenosas.
- Los niños menores de 10 años no deben practicar buceo.
- En caso de ver una serpiente mantener la calma y evitar hacer movimientos que puedan alertar al animal.
- No acercarse a las babillas.
- No molestar a los monos.
- Respetar la integridad del ecosistema de la isla para así conservar un ambiente sano y agradable.